# Carl Edvard Johansson
Carl Edvard Johansson (15 de marzo de 1864 – 30 de septiembre de 1943) fue un inventor y científico sueco.
Johansson inventó el conjunto de calibres patrón, también conocidos como "Jo Blocks" ("calibres de Johansson"). Obtuvo su primera patente sueca el 2 de mayo de 1901, la patente sueca n.º 17017 denominada "Conjuntos de calibres patrón para medición de precisión". Formó la empresa sueca CE Johansson AB (CEJ AB) en Eskilstuna, Suecia en 1911. El primer conjunto de calibres CEJ en Estados Unidos se vendió a Henry M. Leland en Cadillac Automobile Co. alrededor de 1908.

Solo hay dos personas a las que me quito el sombrero. Una es el presidente de los Estados Unidos y la otra es el Sr. Johansson de Suecia.
Henry M. Leland, alrededor de 1920.

Al final de su carrera, en 1923, Johansson comenzó a trabajar para Henry Ford en la Ford Motor Company, en Dearborn, Michigan. Ford compró toda la empresa estadounidense, CE Johansson Inc., que él había establecido en 1918 en Poughkeepsie, Nueva York, y todo el equipo fue trasladado a Dearborn. Algunos de sus empleados suecos que trabajaban en Poughkeepsie también fueron empleados por Ford. A los 72 años, decidió retirarse y regresar a Suecia. Durante su vida cruzó el Océano Atlántico 22 veces y pasó mucho tiempo en Estados Unidos.
Recibió varios premios y honores, incluida la gran medalla de oro de la Real Academia Sueca de Ciencias de la Ingeniería, póstumamente en 1943, poco después de su muerte en Eskilstuna.

## Johansson y la pulgada

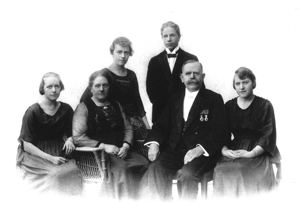
Carl Edvard, su esposa Margareta y sus cuatro hijos, de izquierda a derecha; Elsa, Signe, Edvard y Gertrud. Foto alrededor de 1930.

En la década de 1910, las definiciones de la pulgada en Estados Unidos y el Reino Unido diferían, con la pulgada estadounidense definida como 25.4000508 mm (con una temperatura de referencia de 68 grados Fahrenheit (20,0 °C)) y la pulgada del Reino Unido en 25.399977 mm (con una temperatura de referencia de 62 grados Fahrenheit (16,7 °C)). Cuando comenzó a fabricar bloques de calibración en tamaños de pulgadas en 1912, Johansson comprometió fabricar bloques de calibración con un tamaño nominal de 25.4 mm, con una temperatura de referencia de 20 grados Celsius, precisos dentro de unas pocas partes por millón de ambas definiciones oficiales. Debido a que los bloques de Johansson eran tan populares, sus bloques se convirtieron en el estándar de facto para los fabricantes en ambos países, lo que llevó a las asociaciones industriales a adoptar 25.4 mm como la "pulgada industrial" estándar tanto en el Reino Unido (1930) como en los EE. UU. (1933).  Cuando las naciones de habla inglesa firmaron conjuntamente el Acuerdo Internacional de Yardas y Libras de 1959, la pulgada se fijó en 25.4 mm en todo el mundo, respaldando efectivamente lo que ya se había convertido en una práctica común.

## Vida y familia
Johansson nació en la aldea de Frötuna en la zona de Roslagen en la provincia de Uppland, Suecia. Se casó con Margareta Andersson en 1896. Tuvieron cuatro hijos: Elsa, Signe, Edvard y Gertrud.